# Earle Dickson
Earle Dickson (* 10. Oktober 1892; † 21. September 1961) war ein US-Amerikaner, der den Wundschnellverband (der Marke Band-Aid) erfand.
Dickson arbeitete als Baumwoll-Einkäufer bei der Johnson & Johnson company. Seine Frau schnitt sich häufig bei der Hausarbeit. Dickson bemerkte, dass ein Streifen Mull, wenn er mit Klebeband auf der Wunde befestigt wurde, nicht dauerhaft am Finger haften blieb. Im Jahr 1920 befestigte er den Mullverband in der Mitte des Klebestreifens und deckte ihn zum Schutz mit einer Schicht Tüll ab. Seinem Chef James Johnson gefiel diese Idee und er beschloss sie zu vermarkten. Seinen Einkäufer Dickson machte er zum Vizepräsidenten der Firma.
2017 wurde er in die National Inventors Hall of Fame aufgenommen.